# 火星王后
《火星王后》(Aelita: Queen of Mars)，又譯《火星女王》，一是一套前蘇聯時代（1924年）的科幻電影。它從同名小說改編，由雅科夫·保他澤諾夫拍攝。

## 故事
這電影的焦點在冷戰時期的蘇聯，一小群人的生活。這電影的情節是帶有早期的科幻元素。這主要是有關一名名叫迷失的年青人，利用火箭到火星，並在亞烈達王后的幫助下一群人推翻沙皇。亞烈達王后用望遠鏡看他後，便深深愛上了他。
可能是第一套有關太空旅遊的長片，這片殘留了一些明顯的幻想主義時期的火星人的衣著和打扮。這影響了之後所拍的同類電影，例如黑白片大都會。
從此電影推出，的確大受歡迎，後來被蘇聯因為某種原因取締了，直至冷戰結束。

## 觀念學的意味
這電影的焦點是古斯夫扮演一個無產階級，和一個在亞烈達王后幫助下，帶領革命的鏡頭。這些鏡頭可能帶有宣傳的成分，也帶有反革命的成分。古斯夫和迷失都因為不滿蘇聯的統治而逃去火星， 古斯夫的老婆是過度保護但古斯夫擅長領導革命，而迷失殺了他的老婆。此外，亞烈達只允許革命發生以便她能推翻軍事獨裁那保留她從判決。在軍隊屬於革命家的搖動之後，亞烈達命令戰士強迫奴隸在地工作下。迷失殺害亞烈達停止她的接管，看見她作為古斯夫的妻子他然後醒，知道在火星的場面整個地是幻想，回家發現他的妻子還活着。 	
亞烈達的操作是直接地反對對什麼她對迷失的代表，並且擔當一個驚人的提示怎樣革命可能變成錯誤。亞烈達的革命操作沒有如此微妙的涵義明顯地指向列寧自己的革命。當納塔莎 (迷失的妻子) 被提出是因為共產主義和電影的標誌被斷然贊成共產主義姿態，和有缺陷的革命字符，反對導演那麼愛戀的國內生活。的確保他澤諾夫的影片指向不是革命而是成長，但寧可重建的一個工具是俄國革命是沒有為影片的背景，而是列寧推行容納溫和的資本主義的新經濟政策期間被使用作重建第一次世界大戰後的俄羅斯。

## 外部連結
- Aelita on IMDB （页面存档备份，存于）
- "Science Fiction of the Domestic" by Andrew J. Horton